# エリック・オールマン

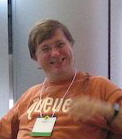
エリック・オールマン

エリック・オールマン（英: Eric Allman、1955年 - ）は、カリフォルニア大学バークレー校で1970年代から1980年代に delivermail とその後継である sendmail を開発したプログラマである。

## 学歴
カリフォルニア州エルサリート生まれ。オールマンは幼いころからコンピューティングに関わることがしたいと考えていた。高等学校では、学校にあったメインフレームやさらにはカリフォルニア大学バークレー校 (UCB) の計算機センターに侵入して、コンピュータを使っていた。1973年、UCB に入学すると、同大学ではUNIXオペレーティングシステムがちょうど使われだしたころだった。彼は1977年に学士号、1980年に修士号を取得した。

## Sendmailその他
バークレーではUNIXのソースコードが参照できたため、ハッカー達は AT&T のコードに様々な拡張を加えていった。オールマンはdelivermailという拡張を開発し、1981年にはそれがsendmailとなった。これは、メール転送エージェント (MTA) であり、ARPANET（後にインターネットに発展）上で電子メールの配送をするものであった。
sendmailはBSDに取り入れられ、今日ではUNIXやLinuxで最も多く使われているMTAとなっている。1988年、オールマンはSendmail, Inc.をエメリービルに設立し、プロプライエタリソフトウェアとしてsendmailの改良を行っている。
オールマンの名前は、オールマンの字下げスタイルによってもよく知られている。

## 私生活
同性愛者であることを公表しているオールマンは、BSD開発のリーダーでもあるマーシャル・カーク・マキュージックと20年以上同居している。
「（私への）嫌がらせのメールが、ゲイである私が作ったプログラムを通して送られてくるというのは、ある種の倒錯的な喜びである。」-エリック・オールマン